# 593
عام 573 م وفيه جاءت الأحداث التالية:

## أحداث
- نهاية فترة كوفون في اليابان، والتي كانت ما بين (300 م-593م)
- بداية فترة أسوكا في اليابان، وقد امتدت حتى عام 710م.
- البابا الكاثوليكي غريغوري الأول، قام بكاتبة كتب «الحوارات» (Dialogues) الأربع.
- البيزنطيون يستولون على حكم فلسطين.

## مواليد
- زينب بنت جحش، زوجة النبي محمد.
- فاطمة بنت عتبة بن ربيعة
- عمرو بن معاذ صحابي جليل من شهداء غزوة أحد.
- العاص بن منبه
- أبو قيس بن الوليد بن المغيرة
- الإمبراطور الياباني جوميه.